# 六氟化钚
六氟化钚是钚的最高价氟化物。
它是一种红棕色的挥发性固体。六氟化钚的升华热是12.1 kcal/mol，挥发热则是7.4 kcal/mol。因为它的腐蚀性，六氟化钚很难运送。
它可以由四氟化钚 (PuF4) 与强氟化剂（如氟单质）化合而成。
PuF
4 + F
2 → PuF
6
它也可以由氟化三氟化钚或二氧化钚而成。
2 PuF
3 + 3 F
2 → 2 PuF
6
PuO
2 + 3 F
2 → PuF
6 + O
2